# Redbergslids BK
Redbergslids BK är en boxningsförening från Göteborg. Klubben bildades 1923 och blev tidigt en av landets främsta boxningsklubbar.
Bland boxare som representerat RBK märks proffsvärldsmästaren Ingemar Johansson, tungviktaren Hugo Widlund, Gunnar Nilsson (OS-silver 1948) och författaren Raimond Bengtsson.